# حزب توجيه العمل
حزب توجيه العمل (بالبرتغالية: Partido Orientador Trabalhista) كان حزباً سياسياً في البرازيل.  دعم كريستيانو ماتشادو لرئاسة البرازيل في الانتخابات العامة 1950.   تم حذف الحزب من قبل المحكمة الانتخابية العليا في عام 1951. 

## التاريخ الانتخابي

### انتخابات رئاسية
| انتخابات | المرشح        | رفيق الترشح |      |                   |        |
| -------- | ------------- | ----------- | ---- | ----------------- | ------ |
| انتخابات | المرشح        | رفيق الترشح | 1950 | كريستيانو ماتشادو | لا أحد |
| لا أحد   | ألتينو أرانتس |             | 1950 |                   |        |

### انتخابات مجلسي النواب والشيوخ
| انتخابات | مجلس النواب | مجلس النواب | مجلس النواب | مجلس النواب |
| انتخابات | الأصوات     | %           | المقاعد     | +/-         |
| -------- | ----------- | ----------- | ----------- | ----------- |
| 1950     | 19,384      | 0,25%       | 0 / 304     |             |